# Paulus Roiha
Paulus Roiha (ur. 3 sierpnia, 1980 w Espoo) – były fiński piłkarz występujący na pozycji napastnika. W latach 2001–2010 reprezentował kadrę Finlandii.

## Kariera klubowa
Roiha karierę rozpoczynał w HJK Helsinki. W 2001 został królem strzelców ligi fińskiej z 22 golami na koncie. Tego samego roku podpisał kontrakt z holenderskim Utrechtem. W ciągu trzech sezonów niewiele razy wystąpił w pierwszej drużynie. W 2003 został wypożyczony do FC Zwolle. Jednak niezadowoleni z jego postawy włodarze klubu z Zwolle nie postanowili go wykupić, gdyż nie udało mu się zdobyć ani jednej bramki w Eerstedivisie. Po zakończeniu sezonu 2003/2004 odszedł do belgijskiego Cercle Brugge. W styczniu 2006 na zasadzie wolnego transferu przeszedł do ADO Den Haag, a już 28 stycznia w barwach haskiej drużyny zadebiutował w Eredivisie. Po roku gry w ADO, podpisał umowę z węgierskim Ujpestem, a w styczniu 2008 rozwiązał ją z powodu kontuzji. Kilka dni później związał się dwuletnim kontraktem z HJK Helsinki. W 2010 roku grał w Åtvidabergs FF, a w 2011 roku przeszedł do Kuopion Palloseura. Po pół roku gry dla tego zespołu Roiha zakończył swoją karierę piłkarską